# China op de Olympische Zomerspelen 1996
China nam deel aan de Olympische Zomerspelen 1996 in Atlanta, Verenigde Staten. Het was de vijfde deelname. Er namen 294 sporters (111 mannen en 183 vrouwen) deel in 24 olympische sportdisciplines. De basketballer Liu Yudong was de vlaggendrager bij de openingsceremonie. Er werden 50 medailles gewonnen, waaronder 16 gouden.

## Medailleoverzicht
| Sport          | Olympiër | Onderdeel                      | Medaille |
| -------------- | --- | ------------------------------ | -------- |
| Atletiek       | Wang Junxia | 5000 m (v)                     | Goud     |
| Badminton      | Ge Fei Gu Jun | dubbelspel (v)                 | Goud     |
| Gewichtheffen  | Tang Lingsheng | tot 59 kg (m)                  | Goud     |
| Gewichtheffen  | Zhan Xugang | tot 70 kg (m)                  | Goud     |
| Gymnastiek     | Li Xiaoshuang | individuele meerkamp (m)       | Goud     |
| Judo           | Sun Fuming | zwaargewicht (boven 72 kg) (v) | Goud     |
| Schietsport    | Yang Ling | lopend schijf 10 m (m)         | Goud     |
| Schietsport    | Li Duihong | sportpistool 25 m (v)          | Goud     |
| Schoonspringen | Xiong Ni | 3 m plank (m)                  | Goud     |
| Schoonspringen | Fu Mingxia | 3 m plank (v)                  | Goud     |
| Schoonspringen | Fu Mingxia | 10 m torenspringen (v)         | Goud     |
| Tafeltennis    | Liu Guoliang | enkelspel (m)                  | Goud     |
| Tafeltennis    | Kong Linghui Liu Guoliang | dubbelspel (m)                 | Goud     |
| Tafeltennis    | Deng Yaping | enkelspel (v)                  | Goud     |
| Tafeltennis    | Deng Yaping Qiao Hong | dubbelspel (v)                 | Goud     |
| Zwemmen        | Le Jingyi | 100 m vrije slag (v)           | Goud     |
|                | |                                |          |
| Atletiek       | Wang Junxia | 10.000 m (v)                   | Zilver   |
| Atletiek       | Sui Xinmei | kogelstoten (v)                | Zilver   |
| Badminton      | Dong Jiong | enkelspel (m)                  | Zilver   |
| Boogschieten   | He Ying | individueel (v)                | Zilver   |
| Gewichtheffen  | Zhang Xiangsen | tot 54 kg (m)                  | Zilver   |
| Gymnastiek     | Li Xiaoshuang Zhang Jingin Shen Jian Fan Bin Huang Liping Huang Huadong Fan Hongbin | team (m)                       | Zilver   |
| Gymnastiek     | Li Xiaoshuang | vloer (m)                      | Zilver   |
| Gymnastiek     | Mo Huilan | sprong (v)                     | Zilver   |
| Gymnastiek     | Bi Wenjing | brug met ongelijke leggers (v) | Zilver   |
| Roeien         | Cao Mianying Zhang Xiuyun | dubbel-twee (v)                | Zilver   |
| Schietsport    | Wang Yifu | luchtpistool 10 m (m)          | Zilver   |
| Schietsport    | Xiao Jun | lopend schijf 10 m (m)         | Zilver   |
| Schoonspringen | Yu Zhuocheng | 3 m plank (m)                  | Zilver   |
| Softbal        | Zhongxin An Hong Chen Liping He Li Lei Yaju Liu Xuqing Liu Ying Ma Jingbai Ou Hua Tao Lihong Wang Ying Wang Qiang Wei Jian Xu Fang Yan Chunfang Zhang                                                   | dames                          | Zilver   |
| Tafeltennis    | Wang Tao | enkelspel (m)                  | Zilver   |
| Tafeltennis    | Lu Lin Wang Tao | dubbelspel (m)                 | Zilver   |
| Tafeltennis    | Liu Wei Qiao Yunping | dubbelspel (v)                 | Zilver   |
| Voetbal        | Zhong Honglian Wang Liping Fan Yunjie Yu Hongqi Xie Huilin Zhao Lihong Wei Haiying Shui Qingxia Sun Wen Liu Ailing Sun Qingmei Wen Lirong Liu Ying Chen Yufeng Shi Guihong Gao Hong Zhang Yan Niu Lijie | dames                          | Zilver   |
| Volleybal      | Cui Yong-Mei He Qi Lai Yawen Li Yan Liu Xiaoning Pan Wenli Sun Yue Wang Lina Wang Yi Wang Ziling Wu Yongmei Zhu Yunying                                                                                 | dames                          | Zilver   |
| Zwemmen        | Le Jingyi | 50 m vrije slag (v)            | Zilver   |
| Zwemmen        | Liu Limin | 100 m vlinderslag (v)          | Zilver   |
| Zwemmen        | Le Jingyi Chao Na Nian Yun Shan Ying | 4x100 m vrije slag (v)         | Zilver   |
|                | |                                |          |
| Atletiek       | Wang Yan | 10 km snelwandelen (v)         | Brons    |
| Badminton      | Qin Yiyuan Tang Yongshu | dubbelspel (v)                 | Brons    |
| Badminton      | Liu Jianjun Sun Man | gemengd dubbelspel             | Brons    |
| Gewichtheffen  | Xiao Jiangang | tot 64 kg (m)                  | Brons    |
| Gymnastiek     | Fan Bin | rekstok (m)                    | Brons    |
| Judo           | Wang Xianbo | middengewicht (tot 66 kg) (v)  | Brons    |
| Schietsport    | Zhang Bing | dubbeltrap (m)                 | Brons    |
| Schoonspringen | Xiao Hailiang | 10 m torenspringen (m)         | Brons    |
| Tafeltennis    | Qiao Hong | enkelspel (v)                  | Brons    |
| Worstelen      | Sheng Zetian | Grieks-Romeins - tot 57 kg (m) | Brons    |
| Zwemmen        | Lin Li | 200 m wisselslag (v)           | Brons    |
| Zwemmen        | Chen Yan Han Xue Cai Huijue Shan Ying | 4x100 m wisselslag (v)         | Brons    |

## Deelnemers en resultaten
(m) = mannen, (v) = vrouwen, (g) = gemengd

### Atletiek
| Olympiër       | Onderdeel              | Resultaat    | Prestatie |
| -------------- | ---------------------- | ------------ | --- |
| Chen Wenzhong  | 100 m (m)              | KF           | serie 5: 10,37 (3e) KF-serie 3: 10,29 (7e)                                                                         |
| Chen Wenzhong  | 200 m (m)              | series       | serie 11: 21,05 (7e)                                                                                               |
| Chen Yanhao    | 110 m horden (m)       | series       | serie 1: 13,76 (5e)                                                                                                |
| Li Tong        | 110 m horden (m)       | HF           | serie 8: 13,57 (2e) KF-serie 2: 13,43 (4e) HF-1: 13,60 (9e)                                                        |
| Li Mingcai     | 20 km snelwandelen (m) | DQ           | gediskwalificeerd                                                                                                  |
| Li Zewen       | 20 km snelwandelen (m) | 28e          | 1:25.28 |
| Yu Guohui      | 20 km snelwandelen (m) | 21e          | 1:24.30 |
| Mao Xinyuan    | 50 km snelwandelen (m) | DQ           | gediskwalificeerd                                                                                                  |
| Zhang Huiqiang | 50 km snelwandelen (m) | 14e          | 3:53.10 |
| Zhao Yongsheng | 50 km snelwandelen (m) | DQ           | gediskwalificeerd                                                                                                  |
| Cheng Jing     | verspringen (m)        | kwalificatie | kwalificatiegroep B: ongeldig, 7,70 m, ongeldig (15e)                                                              |
| Huang Geng     | verspringen (m)        | 9e           | kwalificatiegroep A: 7,70 m, 8,12 m, - (3e) finale: 7,99 m, 7,87 m, 7,89 m                                         |
| Zou Sixin      | hink-stap-springen (m) | kwalificatie | kwalificatiegroep B: 16,13 m, 16,44 m, 16,53 m (11e)                                                               |
| Li Shaojie     | discuswerpen (m)       | kwalificatie | kwalificatiegroep B: 58,54 m, 60,06 m, 60,20 m (9e)                                                                |
| Zhang Lianbiao | speerwerpen (m)        | 11e          | kwalificatiegroep B: 76,24 m, 76,76 m, 79,88 m (5e) finale: 80,28 m, 78,86 m, 80,96 m                              |
|                |                        |              | |
| Yan Jiankui    | 100 m (v)              | series       | serie 3: 11,46 (6e)                                                                                                |
| Yan Jiankui    | 200 m (v)              | KF           | serie 1: 23,21 (5e) KF-serie 2: 23,30 (7e)                                                                         |
| Du Xiujie      | 200 m (v)              | series       | serie 4: 23,69 (6e)                                                                                                |
| Du Xiujie      | 400 m (v)              | series       | serie 6: 53,95 (6e)                                                                                                |
| Zhang Jian     | 800 m (v)              | series       | serie 1: 2.04,17 (5e)                                                                                              |
| Wang Junxia    | 5000 m (v)             | Goud         | serie 2: 15.24,28 (4e) finale: 14.59,88                                                                            |
| Wang Junxia    | 10.000 m (v)           | Zilver       | serie 1: 32.36,53 (7e) finale: 31.02,58                                                                            |
| Wei Li         | 5000 m (v)             | series       | serie 3: 15.33,49 (5e)                                                                                             |
| Yang Siju      | 5000 m (v)             | series       | serie 1: 15.40,41 (8e)                                                                                             |
| Yang Siju      | 10.000 m (v)           | 19e          | serie 2: 32.22,77 (11e) finale: 33.15,29                                                                           |
| Wang Mingxia   | 10.000 m (v)           | 15e          | serie 2: 32.10,26 (10e) finale: 32.38,98                                                                           |
| Ren Xiujuan    | marathon (v)           | 9e           | 2:31.21 |
| Gao Hongmiao   | 10 km snelwandelen (v) | DQ           | gediskwalificeerd                                                                                                  |
| Gu Yan         | 10 km snelwandelen (v) | 4e           | 42.34 |
| Wang Yan       | 10 km snelwandelen (v) | Brons        | 42.19 |
| Ren Ruiping    | hink-stap-springen (v) | 7e           | kwalificatiegroep A: ongeldig, ongeldig, 14,56 m (3e) finale: 14,30 m, 14,11 m, 13,80 m, 13,70 m, 13,75 m, 13,91 m |
| Wang Xiangrong | hink-stap-springen (v) | kwalificatie | kwalificatiegroep B: ongeldig, 13,06 m, 13,32 m (10e)                                                              |
| Huang Zhihong  | kogelstoten (v)        | DNS          | kwalificatiegroep A: niet gestart                                                                                  |
| Li Meisu       | kogelstoten (v)        | kwalificatie | kwalificatiegroep A: 17,88 m, ongeldig, 18,39 m (6e)                                                               |
| Sui Xinmei     | kogelstoten (v)        | Zilver       | kwalificatiegroep B: 19,36 m, -, - (1e) finale: 19,06 m, 18,95 m, 19,88 m, 19,24 m, 19,21 m, 19,43 m               |
| Xiao Yanling   | discuswerpen (v)       | 5e           | kwalificatiegroep B: 59,56 m, 59,60 m, 65,10 m (1e) finale: 56,90 m, 63,34 m, 63,72 m, 60,86 m, 64,72 m, ongeldig  |
| Li Lei         | speerwerpen (v)        | 8e           | kwalificatiegroep A: 59,54 m, 61,48 m, ongeldig (3e) finale: ongeldig, 56,96 m, 60,74 m, 59,56 m, 58,52 m, 60,12 m |

### Badminton
| Olympiër                    | Onderdeel      | Resultaat | Prestatie |
| --------------------------- | -------------- | --------- | --- |
| Dong Jiong                  | enkelspel (m)  | Zilver    | 1/32F: bye 1/16F: won van NED Joris van Soerland (15-9, 15-4) 1/8F: won van DEN Thomas Stuer-Lauridsen (15-6, 18-15) KF: won van KOR Park Sung-woo (15-6, 15-6) HF: won van MAS Rashid Sidek (15-6, 18-16) finale: verloor van DEN Poul-Erik Høyer Larsen (12-15, 10-15)                                                                           |
| Sun Jun                     | enkelspel (m)  | 1/8F      | 1/32F: won van FRA Etienne Thobois (15-5, 15-6) 1/16F: won van KOR Kim Hak-kyun (15-5, 17-4) 1/8F: verloor van INA Allan Budi Kusuma (5-15, 6-15) |
| Yu Lizhi                    | enkelspel (m)  | 1/8F      | 1/32F: won van GER Oliver Pongratz (15-5, 12-15, 15-1) 1/16F: won van CAN Jaimie Dawson (15-10, 15-11) 1/8F: verloor van MAS Rashid Sidek (5-15, 2-15) |
| Ge Cheng Tao Xiaoqiang      | dubbelspel (m) | 1/8F      | 1/16F: wonnen van GBR Darren Hall / Peter Knowles (15-2, 15-3) 1/8F: verloren van MAS Cheah Soon Kit / Yap Kim Hock (8-15, 2-15) |
| Huang Zhanzhong Jiang Xin   | dubbelspel (m) | 5e        | 1/16F: bye 1/8F: wonnen van AUS Peter Blackburn / Paul Staight (15-7, 15-9) KF: verloren van INA Rexy Mainaky / Ricky Subagja (7-15, 7-15) |
|                             |                |           | |
| Han Jingna                  | enkelspel (v)  | 5e        | 1/32F: bye 1/16F: won van HUN Andrea Odor (11-0, 11-1) 1/8F: won van THA Pornsawan Plungwech (11-3, 11-6) KF: verloor van INA Susi Susanti (11-3, 4-11, 8-11) |
| Yao Yan                     | enkelspel (v)  | 7e        | 1/32F: bye 1/16F: won van RUS Marina Jakoesjeva (11-4, 11-4) 1/8F: won van INA Yuliani Sentoso (11-6, 11-5) KF: verloor van KOR Bang Soo-hyun (3-11, 2-11) |
| Ye Zhaoying                 | enkelspel (v)  | 8e        | 1/32F: bye 1/16F: won van MAS Chan Chia Fong (11-4, 11-1) 1/8F: won van SWE Margit Borg (11-4, 11-4) KF: verloor van KOR Kim Ji-hyun (5-11, 11-12) |
| Chen Ying Peng Xingyong     | dubbelspel (v) | 5e        | 1/16F: wonnen van UKR Victoria Evtousjenko / Elena Nosdran (15-2, 11-15, 15-1) 1/8F: wonnen van NED Eline Coene / Erica van den Heuvel (15-8, 15-13) KF: verloren van DEN Helene Kirkegaard / Rikke Olsen (6-15, 15-8, 5-15) |
| Ge Fei Gu Jun               | dubbelspel (v) | Goud      | 1/16F: bye 1/8F: wonnen van GER Katrin Schmidt / Kerstin Ubben (15-3, 15-6) KF: wonnen van INA Eliza Nathanael / Rosiana Zelin (15-7, 15-3) HF: wonnen van DEN Helene Kirkegaard / Rikke Olsen (15-8, 15-2) finale: wonnen van KOR Gil Young-ah / Jang Hye-ock (15-5, 15-5)                                                                        |
| Qin Yiyuan Tang Yongshu     | dubbelspel (v) | Brons     | 1/16F: bye 1/8F: wonnen van INA Finarsih / Lili Tampi (15-1, 4-15, 15-6) KF: wonnen van DEN Lisbet Stuer-Lauridsen / Marlene Thomsen (15-8, 15-3) HF: verloren van KOR Gil Young-ah / Jang Hye-ock (12-15, 15-10, 16-18) om brons: wonnen van DEN Helene Kirkegaard / Rikke Olsen (7-15, 15-4, 15-8)                                               |
|                             |                |           | |
| Chen Xingdong Peng Xingyong | dubbelspel (g) | 4e        | 1/16F: wonnen van SUI Thomas Wapp / Santi Wibowo (15-5, 15-2) 1/8F: wonnen van CAN Darryl Yung / Denyse Julien (15-11, 15-6) KF: wonnen van DEN Michael Sogaard / Rikke Olsen (15-10, 6-15, 18-15) HF: verloren van KOR Kim Dong-moon / Gil Young-ah (6-15, 8-15) om brons: verloren van CHN Liu Jianjun / Sun Man (15-13, 15-17, 4-15)            |
| Liu Jianjun Sun Man         | dubbelspel (g) | Brons     | 1/16F: wonnen van CAN Anil Kaul / Sian Deng (15-12, 15-3) 1/8F: wonnen van AUS Peter Blackburn / Rhonda Cator (15-4, 7-15, 15-4) KF: wonnen van INA Nimpele Flandy / Rosalina Riseu (15-2, 5-15, 15-7) HF: verloren van KOR Park Joo-bong / Ra Kyung-min (10-15, 4-15) om brons: wonnen van CHN Chen Xingdong / Peng Xingyong (13-15, 17-15, 15-4) |
| Tao Xiaoqiang Wang Xiaoyuan | dubbelspel (g) | 5e        | 1/16F: wonnen van AUS Murray Hocking / Lisa Campbell (15-5, 15-4) 1/8F: wonnen van DEN Christian Jakobsen / Lotte Olsen (16-17, 15-6, 15-5) KF: verloren van KOR Park Joo-bong / Ra Kyung-min (7-15, 9-15) |

### Basketbal
| Olympiër | Onderdeel | Resultaat | Prestatie |
| --- | --------- | --------- | --- |
| Li Xiaoyong Zheng Wu Sun Jun Wu Naiqin Ba Tere Wang Zhizhi Hu Weidong Wu Qinglong Liu Yudong Li Nan Shan Tao Gong Xiaobin | mannen    | 8e        | groep A China 70 - 67 Angola China 78 - 109 Kroatië China 87 - 77 Argentinië China 70 - 133 Verenigde Staten China 55 - 116 Litouwen kwartfinale China 61 - 128 Joegoslavië 5e t/m 8e plaats China 75 - 115 Griekenland 7e en 8e plaats China 85 - 99 Kroatië |
| |           |           | |
| Zheng Dongmei Liang Xin Zheng Haixia He Jun Ma Zongqing Miao Bo Li Xin Liu Jun Shen Li Chu Hui Li Dongmei Ma Chengqing    | vrouwen   | 9e        | groep A China 53 - 62 Italië China 72 - 75 Japan China 61 - 49 Canada China 83 - 98 Brazilië China 78 - 94 Rusland 9e t/m 12e plaats China 91 - 67 Zaïre 9e en 10e plaats China 85 - 71 Zuid-Korea                                                            |

### Boksen
| Olympiër        | Onderdeel                         | Resultaat | Prestatie                                                                               |
| --------------- | --------------------------------- | --------- | --------------------------------------------------------------------------------------- |
| Yang Xiangzhong | lichtvlieggewicht (tot 48 kg) (m) | 1/8F      | 1/16F: won van PER Alberto Rossell (16-7) 1/8F: verloor van MAR Hamid Berhili (9-14)    |
| Chen Tao        | middengewicht (tot 75 kg) (m)     | 1/16F     | 1/16F: verloor van JPN Hirokuni Moto (10-15)                                            |
| Jiang Tao       | zwaargewicht (tot 91 kg) (m)      | 4e        | 1/16F: bye 1/8F: won van UGA Charles Kizza (10-7) KF: verloor van USA Nate Jones (4-21) |

### Boogschieten
| Olympiër                           | Onderdeel       | Resultaat | Prestatie |
| ---------------------------------- | --------------- | --------- | --- |
| Luo Hengyu                         | individueel (m) | 1/32F     | plaatsingsronde: 627 punten (58e) 1/32F: verloor van SWE Magnus Petersson (161-167) |
| Shen Jun                           | individueel (m) | 1/32F     | plaatsingsronde: 644 punten (47e) 1/32F: verloor van AUS Matthew Gray (158-162) |
| Tang Hua                           | individueel (m) | 1/16F     | plaatsingsronde: 664 punten (14e) 1/32F: won van RUS Andrej Podlazov (157-154) 1/16F: verloor van NOR Martinus Grov (159-161) |
| Luo Hengyu Shen Jun Tang Hua       | team (m)        | 1/8F      | plaatsingsronde: 1935 punten (13e) 1/8F: verloren van Australië (240-243) |
|                                    |                 |           | |
| He Ying                            | individueel (v) | Zilver    | plaatsingsronde: 669 punten (2e) 1/32F: won van PUR Maria Reyes (158-123) 1/16F: won van NOR Wenche-Lin Hess (163-163; shoot-off: 10-7) 1/8F: won van GBR Alison Williamson (165-159) KF: won van GER Barbara Mensing (103-93) HF: won van TUR Elif Altınkaynak (101-100) finale: verloor van KOR Kim Kyung-wook (107-113) |
| Wang Xiaozhu                       | individueel (v) | 7e        | plaatsingsronde: 636 punten (32e) 1/32F: won van ITA Paola Fantato (152-143) 1/16F: won van UKR Lina Herasymenko (156-152) 1/8F: won van USA Janet Dykman (156-149) KF: verloor van KOR Kim Kyung-wook (103-106) |
| Yang Jianping                      | individueel (v) | 1/16F     | plaatsingsronde: 648 punten (16e) 1/32F: won van AUS Myfanwy Matthews (159-150) 1/16F: verloor van USA Janet Dykman (148-154) |
| He Ying Wang Xiaozhu Yang Jianping | team (v)        | 6e        | plaatsingsronde: 1953 punten (3e) 1/8F: wonnen van Japan (222-217) KF: verloren van Duitsland (231-232) |

### Gewichtheffen
| Olympiër       | Onderdeel   | Resultaat | Prestatie                                         |
| -------------- | ----------- | --------- | ------------------------------------------------- |
| Lan Shizhang   | –54 kg (m)  | 4e        | trekken: 125 kg stoten: 150 kg totaal: 275 kg     |
| Zhang Xiangsen | –54 kg (m)  | Zilver    | trekken: 130 kg stoten: 150 kg totaal: 280 kg     |
| Tang Lingsheng | –59 kg (m)  | Goud      | trekken: 137.5 kg stoten: 170 kg totaal: 307.5 kg |
| Xu Dong        | –59 kg (m)  | 6e        | trekken: 132.5 kg stoten: 162.5 kg totaal: 295 kg |
| Wang Guohua    | –64 kg (m)  | DNF       | trekken: geen resultaat stoten: -                 |
| Xiao Jiangang  | –64 kg (m)  | Brons     | trekken: 145 kg stoten: 177.5 kg totaal: 322.5 kg |
| Wan Jianhui    | –70 kg (m)  | 7e        | trekken: 152.5 kg stoten: 180 kg totaal: 332.5 kg |
| Zhan Xugang    | –70 kg (m)  | Goud      | trekken: 162.5 kg stoten: 195 kg totaal: 357.5 kg |
| Lin Shoufeng   | –76 kg (m)  | 5e        | trekken: 157.5 kg stoten: 195 kg totaal: 352.5 kg |
| Cui Wenhua     | –108 kg (m) | 5e        | trekken: 190 kg stoten: 215 kg totaal: 405 kg     |

### Gymnastiek
| Olympiër                                                                             | Onderdeel                | Resultaat            | Prestatie |
| Ritmische gymnastiek                                                                 | Ritmische gymnastiek     | Ritmische gymnastiek | Ritmische gymnastiek |
| ------------------------------------------------------------------------------------ | ------------------------ | -------------------- | --- |
| Wu Bei                                                                               | individueel (v)          | 35e                  | 36.297 punten in kwalificatie 09.216 met touw 09.249 met bal 08.933 met knotsen 08.899 met lint |
| Zhou Xiao Jing                                                                       | individueel (v)          | 17e                  | 37.548 punten in kwalificatie (17e) 09.333 met touw 09.416 met bal 09.416 met knotsen 09.383 met lint 37.116 punten in halve finale 09.200 met touw 09.266 met bal 09.250 met knotsen 09.400 met lint |
| Zheng Ni Zhong Li Cai Yingying Huang Ting Huang Ying                                 | team (v)                 | 5e                   | 38.132 punten in kwalificatie (6e) 19.133 punten met vijf hoepels 18.999 punten met drie ballen en twee linten 37.999 punten in finale 19.199 punten met vijf hoepels 18.800 punten met drie ballen en twee linten |
| Turnen                                                                               |                          |                      | |
| Huang Liping                                                                         | brug (m)                 | 6e                   | kwalificatie: 19.387 punten (9.650 + 9.737) (1e) finale: 9.737 punten |
| Zhang Jinjing                                                                        | brug (m)                 | 4e                   | kwalificatie: 19.299 punten (9.587 + 9.712) (6e) finale: 9.750 punten |
| Fan Bin                                                                              | paard voltige (m)        | 8e                   | kwalificatie: 19.549 punten (9.762 + 9.787) (1e) finale: 9.300 punten |
| Fan Bin                                                                              | rekstok (m)              | Brons                | kwalificatie: 19.375 punten (9.650 + 9.725) (4e) finale: 9.800 punten |
| Huang Huadong                                                                        | paard voltige (m)        | 5e                   | kwalificatie: 19.425 punten (9.700 + 9.725) (5e) finale: 9.712 punten |
| Fan Hongbin                                                                          | ringen (m)               | 5e                   | kwalificatie: 19.287 punten (9.537 + 9.750) (8e) finale: 9.762 punten |
| Li Xiaoshuang                                                                        | sprong (m)               | 4e                   | kwalificatie: 19.337 punten (9.575 + 9.762) (6e) finale: 9.643 punten (9.500 en 9.787) |
| Li Xiaoshuang                                                                        | vloer (m)                | Zilver               | kwalificatie: 19.350 punten (9.575 + 9.775) (6e) finale: 9.837 punten |
| Fan Bin                                                                              | individuele meerkamp (m) | kwalificatie         | 105.223 punten in kwalificatie (64e) 09.625 (0.000 + 9.625) op vloer (95e) 019.549 (9.762 + 9.787) op paard voltige (1e) 018.987 (9.425 + 9.562) op ringen (28e) 018.675 (9.575 + 9.100) op sprong (63e) 019.012 (9.350 + 9.662) op brug (22e) 019.375 (9.650 + 9.725) op rekstok (4e) |
| Fan Hongbin                                                                          | individuele meerkamp (m) | kwalificatie         | 48.124 punten in kwalificatie (109e) 19.187 (9.562 + 9.625) op vloer (20e) 00.000 op paard voltige 19.287 (9.537 + 9.750) op ringen (8e) 09.650 (0.000 + 9.650) op sprong (96e) 00.000 op brug 00.000 op rekstok |
| Huang Huadong                                                                        | individuele meerkamp (m) | kwalificatie         | 103.536 punten in kwalificatie (71e) 018.962 (9.487 + 9.475) op vloer (33e) 019.425 (9.700 + 9.725) op paard voltige (5e) 018.500 (9.200 + 9.300) op ringen (66e) 09.537 (9.537 + 0.000) op sprong (98e) 018.912 (9.400 + 9.512) op brug (33e) 018.200 (9.200 + 9.000) op rekstok (72e) |
| Huang Liping                                                                         | individuele meerkamp (m) | kwalificatie         | 85.837 punten in kwalificatie (90e) 09.400 (9.400 + 0.000) op vloer (99e) 18.875 (9.400 + 9.475) op paard voltige (34e) 00.000 op ringen 19.250 (9.625 + 9.625) op sprong (12e) 19.387 (9.650 + 9.737) op brug (1e) 18.925 (9.550 + 9.375) op rekstok (39e) |
| Li Xiaoshuang                                                                        | individuele meerkamp (m) | Goud                 | 114.786 punten in kwalificatie (6e) 019.350 (9.575 + 9.775) op vloer (6e) 019.400 (9.700 + 9.700) op paard voltige (8e) 018.150 (8.350 + 9.800) op ringen (81e) 019.337 (9.575 + 9.762) op sprong (6e) 019.262 (9.637 + 9.625) op brug (7e) 019.287 (9.550 + 9.737) op rekstok (9e) 58.423 punten in finale 09.687 op vloer 09.712 op paard voltige 09.775 op ringen 09.812 op sprong 09.650 op brug 09.787 op rekstok      |
| Shen Jian                                                                            | individuele meerkamp (m) | 5e                   | 114.223 punten in kwalificatie (13e) 018.775 (9.575 + 9.200) op vloer (44e) 019.187 (9.737 + 9.450) op paard voltige (15e) 019.162 (9.500 + 9.662) op ringen (12e) 019.249 (9.587 + 9.662) op sprong (15e) 019.200 (9.475 + 9.725) op brug (9e) 018.650 (9.350 + 9.300) op rekstok (54e) 57.861 punten in finale 09.537 op vloer 09.650 op paard voltige 09.637 op ringen 09.662 op sprong 09.700 op brug 09.675 op rekstok |
| Zhang Jinjing                                                                        | individuele meerkamp (m) | 4e                   | 114.596 punten in kwalificatie (8e) 018.849 (9.387 + 9.462) op vloer (41e) 019.099 (9.462 + 9.637) op paard voltige (17e) 018.900 (9.375 + 9.525) op ringen (35e) 019.212 (9.600 + 9.612) op sprong (17e) 019.299 (9.587 + 9.712) op brug (6e) 019.237 (9.475 + 9.762) op rekstok (15e) 58.148 punten in finale 09.637 op vloer 09.750 op paard voltige 09.562 op ringen 09.650 op sprong 09.762 op brug 09.787 op rekstok  |
| Fan Bin Fan Hongbin Huang Huadong Huang Liping Li Xiaoshuang Shen Jian Zhang Jinjing | meerkamp team (m)        | Zilver               | 575.539 punten 095.561 op vloer 096.685 op paard voltige 095.336 op ringen 096.273 op sprong 096.210 op brug 095.474 op rekstok |
|                                                                                      |                          |                      | |
| Bi Wenjing                                                                           | brug ongelijk (v)        | Zilver               | kwalificatie: 19.575 punten (9.750 + 9.825) (8e) finale: 9.837 punten |
| Mo Huilan                                                                            | sprong (v)               | Zilver               | kwalificatie: 19.537 punten (9.737 + 9.800) (4e) finale: 9.768 punten |
| Mo Huilan                                                                            | vloer (v)                | 6e                   | kwalificatie: 19.525 punten (9.750 + 9.775) (8e) finale: 9.700 punten |
| Ji Liya                                                                              | vloer (v)                | 8e                   | kwalificatie: 19.587 punten (9.762 + 9.825) (4e) finale: 9.637 punten |
| Bi Wenjing                                                                           | individuele meerkamp (v) | kwalificatie         | 48.112 punten in kwalificatie (91e) 18.912 (9.262 + 9.650) op balk (25e) 09.625 (9.625 + 0.000) op sprong (94e) 19.575 (9.750 + 9.825) op brug ongelijk (8e) 00.000 op vloer |
| Ji Liya                                                                              | individuele meerkamp (v) | kwalificatie         | 58.286 punten in kwalificatie (81e) 00.000 op balk 19.400 (9.675 + 9.725) op sprong (12e) 19.299 (9.687 + 9.612) op brug ongelijk (26e) 19.587 (9.762 + 9.825) op vloer (4e) |
| Kui Yuanyuan                                                                         | individuele meerkamp (v) | kwalificatie         | 57.399 punten in kwalificatie (84e) 18.800 (8.925 + 9.875) op balk (29e) 19.150 (9.525 + 9.625) op sprong (29e) 00.000 op brug ongelijk 19.449 (9.687 + 9.762) op vloer (13e) |
| Liu Xuan                                                                             | individuele meerkamp (v) | kwalificatie         | 66.587 punten in kwalificatie (75e) 18.825 (9.550 + 9.275) op balk (28e) 09.650 (0.000 + 9.650) op sprong (92e) 18.987 (9.250 + 9.737) op brug ongelijk (48e) 19.125 (9.525 + 9.600) op vloer (40e) |
| Mao Yanling                                                                          | individuele meerkamp (v) | 19e                  | 76.698 punten in kwalificatie (18e) 19.150 (9.475 + 9.675) op balk (11e) 18.974 (9.387 + 9.587) op sprong (43e) 19.287 (9.650 + 9.637) op brug ongelijk (27e) 19.287 (9.600 + 9.687) op vloer (26e) 38.243 punten in finale 09.200 op balk 09.693 op sprong 09.700 op brug ongelijk 09.650 op vloer |
| Mo Huilan                                                                            | individuele meerkamp (v) | 5e                   | 77.261 punten in kwalificatie (13e) 18.962 (9.650 + 9.312) op balk (22e) 19.537 (9.737 + 9.800) op sprong (4e) 19.237 (9.437 + 9.800) op brug ongelijk (29e) 19.525 (9.750 + 9.775) op vloer (8e) 39.049 punten in finale 09.800 op balk 09.799 op sprong 09.800 op brug ongelijk 09.650 op vloer |
| Qiao Ya                                                                              | individuele meerkamp (v) | 11e                  | 75.835 punten in kwalificatie (29e) 19.049 (9.312 + 9.737) op balk (18e) 19.112 (9.487 + 9.625) op sprong (33e) 18.550 (9.650 + 8.900) op brug ongelijk (65e) 19.124 (9.662 + 9.462) op vloer (42e) 38.718 punten in finale 09.725 op balk 09.718 op sprong 09.600 op brug ongelijk 09.675 op vloer |
| Bi Wenjing Ji Liya Kui Yuanyuan Liu Xuan Mao Yanling Mo Huilan Qiao Ya               | meerkamp team (v)        | 4e                   | 385.867 punten 095.498 op balk 096.474 op sprong 096.785 op brug ongelijk 097.110 op vloer |

### Handbal
| Olympiër | Onderdeel | Resultaat | Prestatie |
| --- | --------- | --------- | --- |
| Wang Xiaojiong Yue Liane Zhang Li Che Zhihong Cong Yanxia Zhai Chao Chen Bangping Jia Shujun Chen Haiyun Zhao Ying Wang Tao Zhang Limei Li Jianfang Yu Geli Shi Wei Wu Li | vrouwen   | 5e        | groep A China 19 - 29 Hongarije China 21 - 33 Denemarken China 31 - 21 Verenigde Staten 5e en 6e plaats China 28 - 26 Duitsland |

### Judo
| Olympiër       | Onderdeel  | Resultaat  | Prestatie |
| -------------- | ---------- | ---------- | --- |
| Zhang Guangjun | –65 kg (m) | 1/16F      | 1/16F: verloor van CAN Taro Tan: koka |
| Yuan Chao      | –78 kg (m) | herkansing | 1/16F: won van ARM Arsen Gevorkin: ippon 1/8F: verloor van FRA Djamel Bouras: chui herkansing ronde 1: verloor van RUS Konstantin Savtsjisjkin: ippon                                                                                              |
| Ao Tegan       | –86 kg (m) | 1/16F      | 1/32F: won van POL Marek Pisula: ippon 1/16F: verloor van RUS Oleg Maltsev: ippon |
| Liu Shenggang  | +95 kg (m) | 5e         | 1/16F: won van ROU Alexandru Lungu: hansoku-make 1/8F: won van KGZ Vadim Sergejev: chui KF: won van RUS Sergej Kosorotov: ippon HF: verloor van ESP Ernesto Perez: waza-ari om brons: verloor van BEL Harry van Barneveld: ippon                   |
|                |            |            | |
| Li Aiyue       | –48 kg (v) | 1/16F      | 1/16F: verloor van FRA Sarah Nichilo: shido |
| Wang Jin       | –52 kg (v) | 1/16F      | 1/16F: verloor van JPN Noriko Sugawara: ippon |
| Liu Chuang     | –56 kg (v) | 5e         | 1/16F: won van RUS Zoelfija Garipova: ippon 1/8F: won van USA Corinna West: ippon KF: won van TPE Huang Ai-Chun: ippon HF: verloor van CUB Driulis Gonzalez: ippon om brons: verloor van BEL Marie-Isabelle Lomba: ippon                           |
| Liu Lizhe      | –61 kg (v) | 1/8F       | 1/8F: verloor van TUR Ilknur Kobas: ippon |
| Wang Xianbo    | –66 kg (v) | Brons      | 1/8F: verloor van KOR Cho Min-sun: ippon herkansing ronde 1: won van BRA Rosicleia Campos: yuko herkansing ronde 2: won van DOM Dulce Pina: ippon herkansing ronde 3: won van USA Liliko Ogasawara: ippon om brons: won van FRA Alice Dubois: koka |
| Leng Chunhui   | –72 kg (v) | 1/8F       | 1/16F: won van TPE Chen Chiu-Ping: waza-ari-awasete-ippon 1/8F: verloor van ITA Ylenia Scapin: yuko |
| Sun Fuming     | +72 kg (v) | Goud       | 1/8F: won van GBR Michelle Rogers: shido KF: won van GER Johanna Hagn: yuko HF: won van RUS Svetlana Goendarenko: waza-ari finale: won van CUB Estela Rodriguez: yuko                                                                              |

### Kanovaren
| Olympiër                                   | Onderdeel     | Resultaat | Prestatie                                                                               |
| ------------------------------------------ | ------------- | --------- | --------------------------------------------------------------------------------------- |
| Xu Haifeng Wu Yubiao                       | K2 500m (m)   | 20e       | serie 2: 7de in 1.37,677 herkansingen: 7de in 1.41,035                                  |
| Xu Haifeng Wu Yubiao                       | K-2 1000m (m) | 22e       | serie 1: 8ste in 3.50,978 herkansingen: 7de in 3.41,196                                 |
|                                            |               |           |                                                                                         |
| Gao Beibei                                 | K-1 500m (v)  | 18e       | serie 1: 7de in 1.59,543 herkansingen: 4de in 1.59,095 halve finale 1: 9de in 1.57,498  |
| Ning Menghua Hu Dongmei                    | K-2 500m (v)  | 15e       | serie 3: 5de in 1.50,721 herkansingen: 2de in 1.53,544 halve finale 1: 8ste in 1.49,189 |
| Xian Bangdi Gao Beibei Dong Ying Zhang Qin | K4 500m (v)   | 4e        | serie 1: 1ste in 1.40,045 finale: 4de in 1.33,089                                       |

### Roeien
| Olympiër                                          | Onderdeel              | Resultaat | Prestatie                                                                                  |
| ------------------------------------------------- | ---------------------- | --------- | ------------------------------------------------------------------------------------------ |
| Huang Xiaoping Sun Jun Liang Hongming Liu Xianbin | vier-zonder (m)        | 10e       | serie 2: 6.30,16 (5e) herkansing-1: 6.29,95 (2e) HF-1: 6.25,79 (6e) B-finale: 5.58,22 (4e) |
|                                                   |                        |           |                                                                                            |
| Liu Xiaochun                                      | skiff (v)              | 11e       | serie 3: 8.12,82 (3e) herkansing-2: 8.37,01 (3e) HF-2: 8.15,83 (6e) B-finale: 7.33,67 (5e) |
| Li Fei Ou Shaoyan                                 | lichte dubbel-twee (v) | 9e        | serie 1: 7.36,71 (4e) herkansing-3: 7.10,96 (3e) HF-2: 7.23,46 (4e) B-finale: 7.07,81 (3e) |
| Cao Mianying Zhang Xiuyun                         | dubbel-twee (v)        | Zilver    | serie 1: 7.26,47 (2e) HF-2: 7.15,47 (1e) A-finale: 6.58,35                                 |
| Liang Xiling Jing Yanhua                          | twee-zonder (v)        | 7e        | serie 3: 7.46,80 (3e) HF-1: 7.36,40 (4e) B-finale: 7.15,41 (1e)                            |
| Cao Mianying Zhang Xiuyun Liu Xirong Gu Xiaoli    | dubbel-vier (v)        | 5e        | serie 1: 6.46,00 (3e) herkansing-2: 6.21,23 (2e) A-finale: 6.31,10                         |

### Schermen
| Olympiër                          | Onderdeel       | Resultaat | Prestatie |
| --------------------------------- | --------------- | --------- | --- |
| Zhao Gang                         | degen (m)       | 1/16F     | 1/32F: won van BUL Ilva Metsjkov (15-12) 1/16F: verloor van EST Kaldo Kaaberma (6-15)                                                               |
| Chong Ye                          | floret (m)      | 1/8F      | 1/32F: won van UZB Rafkat Roezijev (15-4) 1/16F: won van GER Alexander Koch (15-13) 1/8F: verloor van UKR Serhij Goloebytsky (14-15)                |
| Dong Zhaozhi                      | floret (m)      | 1/32F     | 1/32F: verloor van KOR Kim Young-ho (12-15) |
| Wang Haibin                       | floret (m)      | 1/16F     | 1/32F: won van USA Peter Devine (15-12) 1/16F: verloor van CUB Rolando Samuel Tucker Leon (11-15)                                                   |
| Chong Ye Dong Zhaozhi Wang Haibin | floret team (m) | 9e        | 1/8F: verloren van Zuid-Korea (42-45) 9e-12e plaats: bye 9e-10e plaats: wonnen van Verenigde Staten (45-42)                                         |
| Yan Weidong                       | sabel (m)       | 1/32F     | 1/32F: verloor van CAN Tony Plourde (9-15) |
|                                   |                 |           | |
| Yan Jing                          | degen (v)       | 1/16F     | 1/32F: won van JPN Noriko Kubo (15-10) 1/16F: verloor van FRA Sophie Moresee-Pichot (14-15)                                                         |
| Liang Jun                         | floret (v)      | 1/16F     | 1/32F: won van ALG Ferial Salhi (15-7) 1/16F: verloor van GER Anja Fichtel Nauritz (10-15)                                                          |
| Wang Huifeng                      | floret (v)      | 1/16F     | 1/32F: won van ARG Alejandra Carbone (15-4) 1/16F: verloor van ITA Diana Bianchedi (10-15)                                                          |
| Xiao Aihua                        | floret (v)      | 6e        | 1/32F: bye 1/16F: won van BUL Anna Angelova (15-4) 1/8F: won van HUN Zsuzsa Nemethne Janosi (15-7) KF: verloor van ITA Giovanna Trillini (7-15)     |
| Liang Jun Wang Huifeng Xiao Aihua | floret team (v) | 7e        | 1/8F: wonnen van Israël (45-29) KF: verloren van Italië (24-45) 5e-8e plaats: verloren van Frankrijk (44-45) 7e-8e plaats: wonnen van Polen (45-32) |

### Schietsport
| Olympiër      | Onderdeel               | Resultaat | Prestatie                                                                                                |
| ------------- | ----------------------- | --------- | --- |
| Li Haicong    | 10m luchtgeweer (m)     | 22e       | kwalificatie: 22ste met 587 punten (95-99-96-100-100-97)                                                 |
| Ning Li Jia   | 10m luchtgeweer (m)     | 18e       | kwalificatie: 18de met 588 punten (98-100-97-98-97-98)                                                   |
| Chen Xianjun  | 50m drie houdingen (m)  | 42e       | kwalificatie: 42ste met 1148 punten (399-369-380)                                                        |
| Ning Li Jia   | 50m drie houdingen (m)  | 10e       | kwalificatie: 10de met 1165 punten (397-377-391)                                                         |
| Chen Xianjun  | 50m liggend (m)         | 20e       | kwalificatie: 20ste met 594 punten (98-100-100-98-98-100)                                                |
| Li Wenjie     | 50m liggend (m)         | 11e       | kwalificatie: 11de met 595 punten (98-99-99-100-99-100)                                                  |
| Wang Yifu     | 50m pistool (m)         | 6e        | kwalificatie: 5de met 564 punten (96-95-94-95-91-93) finale: 4de met 95,3 punten totaal: 659,3 punten    |
| Xu Dan        | 50m pistool (m)         | 30e       | kwalificatie: 30ste met 552 punten (91-93-92-89-92-95)                                                   |
| Meng Gang     | 25m snelvuurpistool (m) | 5e        | kwalificatie: 3de met 587 punten finale: 6de met 100,1 punten totaal: 687,1 punten                       |
| Tan Zongliang | 10 m luchtpistool (m)   | 6e        | kwalificatie: 8ste met 581 punten (95-98-97-96-97-98) finale: 1ste met 101,0 punten totaal: 682,0 punten |
| Wang Yifu     | 10 m luchtpistool (m)   | Zilver    | kwalificatie: 1ste met 587 punten (99-96-99-97-98-98) finale: 8ste met 97,1 punten totaal: 684,1 punten  |
| Chen Dongjie  | skeet (m)               | 7e        | kwalificatie: 7de met 121 punten (72-49)                                                                 |
| Zhang Xindong | skeet (m)               | 7e        | kwalificatie: 7de met 121 punten (73-48)                                                                 |
| Zhang Bing    | trap (m)                | 5e        | kwalificatie: 5de met 122 punten (74-48) finale: 2de met 24 punten totaal: 146 punten                    |
| Zhang Yongjie | trap (m)                | 8e        | kwalificatie: 8ste met 121 punten (72-49)                                                                |
| Zhao Guisheng | trap (m)                | 31e       | kwalificatie: 31ste met 118 punten (70-48)                                                               |
| Li Bo         | dubbeltrap (m)          | 6e        | kwalificatie: 6de met 138 punten (47-47-44)                                                              |
| Zhang Bing    | dubbeltrap (m)          | Brons     | kwalificatie: 3de met 140 punten (49-45-46) finale: 4de met 43 punten totaal: 183 punten                 |
| Xiao Jun      | 10m bewegend doel (m)   | Zilver    | kwalificatie: 6de met 577 punten (289-288) finale: 1ste met 102,8 punten totaal: 679,8 punten            |
| Yang Ling     | 10m bewegend doel (m)   | Goud      | kwalificatie: 1ste met 585 punten (294-291) finale: 2de met 100,8 punten totaal: 685,8 punten            |
|               |                         |           | |
| Chen Muhua    | 10m luchtgeweer (v)     | 20e       | kwalificatie: 20ste met 390 punten (98-96-98-98)                                                         |
| Xu Yanhua     | 10m luchtgeweer (v)     | 8e        | kwalificatie: 8ste met 393 punten (97-100-98-98)                                                         |
| Chen Muhua    | 50m drie houdingen (v)  | 20e       | kwalificatie: 20ste met 576 punten (197-188-191)                                                         |
| Zhang Qiuping | 50m drie houdingen (v)  | 17e       | kwalificatie: 17de met 577 punten (197-188-192)                                                          |
| Li Duihong    | 25m pistool (v)         | Goud      | kwalificatie: 1ste met 589 punten (296-293) (OR) finale: 5de met 98,9 punten totaal: 687,9 punten        |
| Ma Ge         | 25m pistool (v)         | 9e        | kwalificatie: 9de met 578 punten (286-292)                                                               |
| Li Duihong    | 10m luchtpistool (v)    | 15e       | kwalificatie: 15de met 379 punten (98-95-95-91)                                                          |
| Lu Fang       | 10m luchtpistool (v)    | 14e       | kwalificatie: 14de met 380 punten (97-96-95-92)                                                          |
| Gao E         | dubbeltrap (v)          | 6e        | kwalificatie: 6de met 103 punten (32-35-36)                                                              |
| Xu Xiang      | dubbeltrap (v)          | 11e       | kwalificatie: 11de met 100 punten (32-33-35)                                                             |

### Schoonspringen
| Olympiër      | Onderdeel              | Resultaat | Prestatie                                                                            |
| ------------- | ---------------------- | --------- | ------------------------------------------------------------------------------------ |
| Xiong Ni      | 3 m plank (m)          | Goud      | voorronde: 463.02 punten (1e) halve finale: 694.47 punten (1e) finale: 701.46 punten |
| Yu Zhuocheng  | 3 m plank (m)          | Zilver    | voorronde: 438.93 punten (2e) halve finale: 662.34 punten (2e) finale: 690.93 punten |
| Tian Liang    | 10 m torenspringen (m) | 4e        | voorronde: 425.73 punten (3e) halve finale: 611.49 punten (3e) finale: 648.18 punten |
| Xiao Hailiang | 10 m torenspringen (m) | Brons     | voorronde: 445.86 punten (2e) halve finale: 625.41 punten (2e) finale: 658.20 punten |
|               |                        |           |                                                                                      |
| Fu Mingxia    | 3 m plank (v)          | Goud      | voorronde: 284.28 punten (4e) halve finale: 505.77 punten (4e) finale: 547.68 punten |
| Tan Shuping   | 3 m plank (v)          | 23e       | voorronde: 212.49 punten                                                             |
| Fu Mingxia    | 10 m torenspringen (v) | Goud      | voorronde: 329.25 punten (1e) halve finale: 509.19 punten (1e) finale: 521.58 punten |
| Guo Jingjing  | 10 m torenspringen (v) | 5e        | voorronde: 315.39 punten (4e) halve finale: 492.69 punten (2e) finale: 447.21 punten |

### Softbal
| Olympiër | Onderdeel | Resultaat | Prestatie |
| --- | --------- | --------- | --- |
| An Zhongxin Chen Hong He Liping Lei Li Liu Xuqing Liu Yaju Ma Ying Ou Jingbai Tao Hua Wang Lihong Wang Ying Wei Qiang Xu Jian Yan Fang Zhang Chunfang | vrouwen   | Zilver    | China 6 - 0 Australië China 0 - 3 Japan China 2 - 1 Canada China 10 - 0 Puerto Rico China 8 - 0 Nederland China 1 - 0 Chinees Taipei China 2 - 3 Verenigde Staten halve finale China 0 - 1 Verenigde Staten bronzen finale China 4 - 2 Australië gouden finale China 1 - 3 Verenigde Staten |

### Synchroonzwemmen
| Olympiër                                                                                 | Onderdeel | Resultaat | Prestatie |
| ---------------------------------------------------------------------------------------- | --------- | --------- | --- |
| Long Yan Li Min Li Yuanyuan Wu Chunlan Chen Xuan Guo Cui Fu Yuling Pan Yan Jin Na Li Fei | team      | 7e        | 94.600 punten in technische uitvoering (6e) 93.867 punten in vrije uitvoering (7e) (35% technische uitvoering + 65% vrije uitvoering = 33.110 punten + 61.014 punten) 94.124 punten in totaal |

### Tafeltennis
| Olympiër                  | Onderdeel      | Resultaat | Prestatie |
| ------------------------- | -------------- | --------- | --- |
| Kong Linghui              | enkelspel (m)  | 9e        | groep A: 1ste W van SUD Osama: 2-0 W van JPN Tasaki: 2-0 W van TPE Chiang: 2-0 2de ronde: V van KOR Kim: 1-3 (17-21, 18-21, 22-20, 12-21) |
| Liu Guoliang              | enkelspel (m)  | Goud      | groep F: 1ste W van AUS Smythe: 2-0 W van BEL Saive: 2-0 W van YUG Grujic: 2-1 2de ronde: W van JPN Matsushita: 3-0 (21-18, 21-10, 21-17) kwartfinale: W van CAN Wen: 3-1 (9-21, 21-19, 21-16, 21-16) halve finale: W van GER Roßkopf: 3-1 (21-17, 18-21, 21-18, 21-18) finale: W van CHN Wang: 3-2 (21-12, 22-24, 21-19, 15-21, 21-6)   |
| Wang Tao                  | enkelspel (m)  | Zilver    | groep B: 1ste W van UGA Mutambuze: 2-0 W van NED Heister: 2-1 W van GRE Tsiokas: 2-0 2de ronde: W van KOR Yoo: 3-0 (21-15, 21-16, 21-9) kwartfinale: W van BLR Samsonov: 3-2 (16-21, 16-21, 21-10, 21-15, 21-15) halve finale: W van CZE Korbel: 3-0 (23-21, 21-7, 21-16) finale: V van CHN Liu: 2-3 (12-21, 24-22, 19-21, 21-15, 6-21)  |
| Kong Linghui Liu Guoliang | dubbelspel (m) | Goud      | groep C: 1ste W van GHA Addy / Opuku: 2-0 W van SWE Karlsson / von Scheele: 2-0 W van FRA Chila / Legoût: 2-0 kwartfinale: W van JPN Matsushita / Shibutani: 3-0 (21-15, 21-19, 21-15) halve finale: W van KOR Lee / Yoo: 3-0 (21-17, 21-16, 21-19) finale: W van CHN Lu / Wang: 3-1 (21-8, 13-21, 21-19, 21-11)                         |
| Lu Lin Wang Tao           | dubbelspel (m) | Zilver    | groep A: 1ste W van AUS Langley / Lavale: 2-0 W van CRO Atikovic / Primorac: 2-0 W van AUT Ding / Qian: 2-0 kwartfinale: W van KOR Kang / Kim: 3-2 (21-12, 18-21, 18-21, 21-12, 21-12) halve finale: W van GER Fetzner / Roßkopf: 3-0 (21-19, 21-17, 21-7) finale: V van CHN Kong Linghui / Liu Guoliang 1-3 (8-21, 21-13, 19-21, 11-21) |
|                           |                |           | |
| Deng Yaping               | enkelspel (v)  | Goud      | groep A W van UGA Kyakobye: 2-0 W van GBR Lomas: 2-0 W van SWE Svensson: 2-0 2de ronde: W van KOR Park: 3-0 (21-14, 21-19, 24-22) kwartfinale: W van GER Struse: 3-0 (21-16, 21-9, 21-13) halve finale: W van CHN Liu: 3-1 (21-23, 21-17, 21-19, 21-9) finale: W van TPE Chen: 3-2 (21-14, 21-17, 20-22, 17-21, 21-5)                    |
| Liu Wei                   | enkelspel (v)  | 4e        | groep D: 1ste W van CHI Olate: 2-0 W van SVK Popova: 2-1 W van USA Feng: 2-1 2de ronde: W van ROU Bădescu: 3-0 (21-18, 21-16, 21-13) kwartfinale: W van PRK Kim: 3-0 (21-12, 22-20, 21-14) halve finale: V van CHN Deng: 1-3 (23-21, 17-21, 19-21, 9-21) bronzen finale: V van CHN Qiao: 1-3 (17-21, 21-15, 19-21, 11-21)                |
| Qiao Hong                 | enkelspel (v)  | Brons     | groep B: 1ste W van UGA Musoke: 2-0 W van FRA Xiao: 2-0 W van JPN Sato: 2-0 2de ronde: W van SIN Jing: 3-0 (21-9, 21-12, 21-14) kwartfinale: W van JPN Koyama: 3-0 (21-18, 21-19, 21-16) halve finale: V van TPE Chen: 0-3 (9-21, 21-23, 17-21) bronzen finale: W van CHN Liu: 3-1 (21-17, 15-21, 21-19, 21-11)                          |
| Deng Yaping Qiao Hong     | dubbelspel (v) | Goud      | groep A 1ste W van FRA Coubat / Xiao 2-0 W van CAN Chiu / Geng: 2-0 kwartfinale: W van TPE Chen / Chen: 3-2 (18-21, 21-16, 21-19, 22-24, 23-21) halve finale: W van KOR Kim / Park: 3-1 (21-15, 19-21, 21-15, 21-19) finale: W van CHN Liu / Qiao: 3-1 (18-21, 25-23, 22-20, 21-14)                                                      |
| Liu Wei Qiao Yunping      | dubbelspel (v) | Zilver    | groep B: 1ste W van CHI Olata / Cancino: 2-0 W van GBR Holt / Lomas: 2-0 W van GER Nemes / Schöpp: 2-1 kwartfinale: W van JPN Koyama / Todo: 3-0 (21-9, 21-15, 21-15) halve finale: W van KOR Park / Ryu: 3-1 (21-13, 16-21, 22-20, 21-11) finale: V van CHN Yaping / Qiao: 1-3 (21-18, 23-25, 20-22, 14-21)                             |

### Tennis
| Olympiër                 | Onderdeel      | Resultaat | Prestatie |
| ------------------------ | -------------- | --------- | --- |
| Pan Bing Xia Jia-Ping    | dubbelspel (m) | 1e ronde  | 1e ronde: verloren van IND Mahesh Bhupathi / Leander Paes (6-4, 4-6, 4-6)                                                                              |
|                          |                |           | |
| Chen Li-Ling             | enkelspel (v)  | 1e ronde  | 1e ronde: verloor van USA Monica Seles (0-6, 4-6) |
| Yi Jingqian              | enkelspel (v)  | 1e ronde  | 1e ronde: verloor van ARG Ines Gorrochategui (2-6, 6-1, 1-6)                                                                                           |
| Chen Li-Ling Yi Jingqian | dubbelspel (v) | 2e ronde  | 1e ronde: wonnen van AUS Nicole Bradtke / Rennae Stubbs (walk-over) 2e ronde: verloren van THA Benjamas Sangaram / Tamarine Tanasugarn (6-2, 4-6, 4-6) |

### Voetbal
| Olympiër | Onderdeel | Resultaat | Prestatie |
| --- | --------- | --------- | --- |
| Zhong Honglian Wang Liping Fan Yunjie Yu Hongqi Xie Huilin Zhao Lihong Wei Haiying Shui Qingxia Sun Wen Liu Ailing Sun Qingmei Wen Lirong Liu Ying Chen Yufeng Shi Guihong Gao Hong Bondscoach: Ma Yuanan | vrouwen   | Zilver    | groep E China 2 - 0 Zweden China 5 - 1 Denemarken China 0 - 0 Verenigde Staten halve finale China 3 - 2 Brazilië finale China 1 - 2 Verenigde Staten |

### Volleybal
| Olympiër | Onderdeel | Resultaat | Prestatie |
| --- | --------- | --------- | --- |
| Cui Yong-Mei He Qi Lai Yawen Li Yan Liu Xiaoning Pan Wenli Sun Yue Wang Lina Wang Yi Wang Ziling Wu Yongmei Zhu Yunying | zaal (v)  | Zilver    | groep A China 3 - 0 Nederland China 3 - 2 Zuid-Korea China 3 - 1 Verenigde Staten China 3 - 0 Oekraïne China 3 - 0 Japan kwartfinale China 3 - 0 Duitsland halve finale China 3 - 1 Rusland finale China 1 - 3 Cuba |

### Wielersport
| Olympiër     | Onderdeel                     | Resultaat | Prestatie |
| Baan         | Baan                          | Baan      | Baan |
| ------------ | ----------------------------- | --------- | --- |
| Wang Yan     | sprint (v)                    | 7e        | kwalificatie: 11,519 (5e) 1/8F: verloor van CAN Tanya Dubnicoff 1/8F herkansing-1: 1e (12,067) KF: verloor van AUS Michelle Ferris (0-2) 5e-8e plaats: 3e |
| Wang Yan     | puntenkoers (v)               | DNF       | niet gefinisht |
| Wang Qingzhi | individuele achtervolging (v) | 11e       | kwalificatie: 3.49,823 |
| Weg          |                               |           | |
| Guo Xinghong | wegwedstrijd (v)              | 41e       | 2:49.47 (+ 13.34) |
| Zhao Haijuan | wegwedstrijd (v)              | DNF       | niet gefinisht |
| Mountainbike |                               |           | |
| Gao Hongying | mountainbike (v)              | 25e       | 2:09.08 (+ 18.17) |

### Worstelen
| Olympiër       | Onderdeel      | Resultaat      | Prestatie |
| Grieks-Romeins | Grieks-Romeins | Grieks-Romeins | Grieks-Romeins |
| -------------- | -------------- | -------------- | --- |
| Sheng Zetian   | –57 kg (m)     | Brons          | 1e ronde: won van AZE Vilajat Agajev (5-4) 1/8F: won van LAT Aigars Jansons (7-1) KF: bye HF: verloor van USA Dennis Hall (0-1) herkansing ronde 5: won van CUB Luis Sarmiento Hernandez (8-2) om brons: won van UKR Roeslan Chakymov (4-0). |
| Hu Guohong     | –62 kg (m)     | herkansingen   | 1e ronde: verloor van ARM Mchitar Manoekjan (0-11) herkansing ronde 1: won van PUR Marco Sanchez (8-3) herkansing ronde 2: verloor van TUR Mehmet Pirim (1-3)                                                                                |
| Ba Yanchuan    | –100 kg (m)    | herkansingen   | 1e ronde: verloor van USA Jason Gleasman (2-15) herkansing ronde 1: verloor van BUL Todor Manov (0-4) |
| Liu Guoke      | –130 kg (m)    | herkansingen   | 1e ronde: verloor van GER Rene Schiekel (0-3) herkansing ronde 1: verloor van UZB Sjermoechammad Koezijev (1-6) |
| Vrije stijl    |                |                | |
| Feng Aigang    | –130 kg (m)    | herkansingen   | 1e ronde: won van PAN Alfredo Far Gianopulos (11-0) 1/8F: verloor van GER Sven Thiele (1-1) herkansing ronde 2: bye herkansing ronde 3: verloor van UKR Merabi Valijev (1-3)                                                                 |

### Zeilen
| Olympiër              | Onderdeel              | Resultaat | Prestatie                                                |
| --------------------- | ---------------------- | --------- | -------------------------------------------------------- |
| Qian Hong             | mistral one design (m) | 12e       | 74 pnt (27, 12, 19, 10, 11, 13, 10, 6, 12)               |
|                       |                        |           |                                                          |
| Li Ke                 | mistral one design (v) | 4e        | 29 pnt (4, 14, 5, 9, 2, 7, 6, 2, 3)                      |
| Liu Haimei Ji Fengqim | 470 (v)                | 21e       | 169.5 pnt (15, 14, 23, 21, 21, 22, 21, 15, 20, 23, 20.5) |
|                       |                        |           |                                                          |
| Cao Xiaobo            | laser (g)              | 32e       | 241 pnt (30, 24, 32, 28, 28, 29, 30, 27, 38, 32, 13)     |

### Zwemmen
| Olympiër                                       | Onderdeel              | Resultaat | Prestatie                                    |
| ---------------------------------------------- | ---------------------- | --------- | -------------------------------------------- |
| Jiang Chengji                                  | 50 m vrije slag (m)    | 4e        | serie 7: 22,55 (1e) finale: 22,33            |
| Jiang Chengji                                  | 100 m vlinderslag (m)  | 4e        | serie 8: 53,40 (2e) finale: 53,20            |
| Zhao Lifeng                                    | 100 m vrije slag (m)   | series    | serie 4: 51,70 (5e)                          |
| Zhao Yi                                        | 100 m rugslag (m)      | series    | serie 4: 57,17 (5e)                          |
| Zhao Yi                                        | 200 m rugslag (m)      | series    | serie 4: 2.13,31 (7e)                        |
| Zeng Qiliang                                   | 100 m schoolslag (m)   | 7e        | serie 5: 1.02,26 (4e) finale: 1.02,01        |
| Wang Yiwu                                      | 200 m schoolslag (m)   | series    | serie 3: 2.19,13 (8e)                        |
| Zhao Yi Zeng Qiliang Jiang Chengji Zhao Lifeng | 4x100 m wisselslag (m) | series    | serie 4: 3.43,50 (5e)                        |
|                                                |                        |           |                                              |
| Le Jingyi                                      | 50 m vrije slag (v)    | Zilver    | serie 7: 25,10 (1e) finale: 24,90            |
| Le Jingyi                                      | 100 m vrije slag (v)   | Goud      | serie 5: 54,90 (1e) finale: 54,50            |
| Shan Ying                                      | 50 m vrije slag (v)    | 7e        | serie 5: 25,71 (2e) finale: 25,70            |
| Shan Ying                                      | 100 m vrije slag (v)   | 9e        | serie 6: 56,10 (4e) B-finale: 55,74 (1e)     |
| Shan Ying                                      | 200 m vrije slag (v)   | series    | serie 4: 2.04,29 (8e)                        |
| Chen Yan                                       | 200 m vrije slag (v)   | series    | serie 6: 2.03,32 (5e)                        |
| Chen Yan                                       | 400 m vrije slag (v)   | series    | serie 5: 4.22,55 (8e)                        |
| Chen Yan                                       | 800 m vrije slag (v)   | DNS       | serie 2: niet gestart                        |
| Chen Yan                                       | 100 m rugslag (v)      | 5e        | serie 3: 1.02,62 (2e) finale: 1.02,50        |
| Chen Yan                                       | 200 m rugslag (v)      | 11e       | serie 5: 2.14,74 (4e) B-finale: 2.14,37 (3e) |
| Chen Yan                                       | 400 m wisselslag (v)   | series    | serie 3: 4.53,87 (6e)                        |
| Pu Yiqi                                        | 800 m vrije slag (v)   | series    | serie 4: 8.45,32 (4e)                        |
| He Cihong                                      | 100 m rugslag (v)      | series    | serie 3: 1.05,87 (7e)                        |
| Wu Yanyan                                      | 200 m rugslag (v)      | series    | serie 3: 2.20,89 (8e)                        |
| Wu Yanyan                                      | 200 m wisselslag (v)   | 10e       | serie 6: 2.16,55 (3e) B-finale: 2.16,61 (2e) |
| Wu Yanyan                                      | 400 m wisselslag (v)   | series    | serie 2: 4.54,07 (5e)                        |
| Han Xue                                        | 100 m schoolslag (v)   | 9e        | serie 4: 1.10,40 (4e) B-finale: 1.09,90 (1e) |
| Yuan Yuan                                      | 100 m schoolslag (v)   | series    | serie 6: 1.11,65 (8e)                        |
| Yuan Yuan                                      | 200 m schoolslag (v)   | series    | serie 4: 2.33,89 (8e)                        |
| Lin Li                                         | 200 m schoolslag (v)   | 16e       | serie 5: 2.30,64 (4e) B-finale: 2.33,45 (8e) |
| Lin Li                                         | 200 m wisselslag (v)   | Brons     | serie 6: 2.16,31 (2e) finale: 2.14,74        |
| Cai Huijue                                     | 100 m vlinderslag (v)  | 7e        | serie 4: 1.00,89 (2e) finale: 1.00,46        |
| Liu Limin                                      | 100 m vlinderslag (v)  | Zilver    | serie 6: 1.00,18 (2e) finale: 59,14          |
| Liu Limin                                      | 200 m vlinderslag (v)  | 5e        | serie 5: 2.13,12 (3e) finale: 2.10,70        |
| Qu Yun                                         | 200 m vlinderslag (v)  | 4e        | serie 3: 2.11,35 (2e) finale: 2.10,26        |
| Le Jingyi Chao Na Nian Yun Shan Ying           | 4x100 m vrije slag (v) | Zilver    | serie 3: 3.44,06 (1e) finale: 3.40,48        |
| Nian Yun Wang Luna Chen Yan Shan Ying Pu Yiqi  | 4x200 m vrije slag (v) | 8e        | serie 1: 8.13,29 (3e) finale: 8.15,38        |
| Chen Yan Han Xue Cai Huijue Shan Ying          | 4x100 m wisselslag (v) | Brons     | serie 1: 4.09,23 (1e) finale: 4.07,34        |

Afghanistan · Albanië · Algerije · Amerikaanse Maagdeneilanden · Amerikaans-Samoa · Andorra · Angola · Antigua‑Barbuda · Argentinië · Armenië · Aruba · Australië · Azerbeidzjan · Bahama's · Bahrein · Bangladesh · Barbados · België · Belize · Benin · Bermuda · Bhutan · Bolivia · Bosnië en Herzegovina · Botswana · Brazilië · Britse Maagdeneilanden · Brunei · Bulgarije · Burkina Faso · Burundi · Cambodja · Canada · Centraal-Afrikaanse Republiek · Chili · China · Chinees Taipei · Colombia · Comoren · Congo-Brazzaville · Cookeilanden · Costa Rica · Cuba · Cyprus · Denemarken · Djibouti · Dominica · Dominicaanse Republiek · Duitsland · Ecuador · Egypte · El Salvador · Equatoriaal-Guinea · Estland · Ethiopië · Fiji · Filipijnen · Finland · Frankrijk · Gabon · Gambia · Georgië · Ghana · Grenada · Griekenland · Groot-Brittannië · Guam · Guatemala · Guinee · Guinee-Bissau · Guyana · Haïti · Honduras · Hongarije · Hongkong · Ierland · IJsland · India · Indonesië · Irak · Iran · Israël · Italië · Ivoorkust · Jamaica · Japan · Jemen · Joegoslavië · Jordanië · Kaaimaneilanden · Kaapverdië · Kameroen · Kazachstan · Kenia · Kirgizië · Koeweit · Kroatië · Laos · Lesotho · Letland · Libanon · Liberia · Libië · Liechtenstein · Litouwen · Luxemburg ·  Macedonië · Madagaskar · Malawi · Malediven · Maleisië · Mali · Malta · Marokko · Mauritanië · Mauritius · Mexico · Moldavië · Monaco · Mongolië · Mozambique · Myanmar · Namibië · Nauru · Nederland · Nederlandse Antillen · Nepal · Nicaragua · Nieuw-Zeeland · Niger · Nigeria · Noord-Korea · Noorwegen · Oeganda · Oekraïne · Oezbekistan · Oman · Oostenrijk · Pakistan · Palestina · Panama · Papoea-Nieuw-Guinea · Paraguay · Peru · Polen · Portugal · Puerto Rico · Qatar · Roemenië · Rusland · Rwanda · Saint Kitts en Nevis · Saint Lucia · Saint Vincent en Grenadines · Salomonseilanden · Samoa · San Marino · Sao Tomé en Principe · Saoedi-Arabië · Senegal · Seychellen · Sierra Leone · Singapore · Slovenië · Slowakije · Soedan · Somalië · Spanje · Sri Lanka · Suriname · Swaziland · Syrië · Tadzjikistan · Tanzania · Thailand · Togo · Tonga · Trinidad en Tobago · Tsjaad · Tsjechië · Tunesië · Turkije · Turkmenistan · Uruguay · Vanuatu · Venezuela · Verenigde Arabische Emiraten · Verenigde Staten · Vietnam · Wit-Rusland · Zaïre · Zambia · Zimbabwe · Zuid-Afrika · Zuid-Korea · Zweden · Zwitserland